# Pig Latin
Pig Latin (englisch; wörtlich: Schweine-Latein) bezeichnet eine Spielsprache, die im englischen Sprachraum verwendet wird.
Sie wird vor allem von Kindern benutzt, aus Spaß am Spiel mit der Sprache oder als einfache Geheimsprache, mit der Informationen vor Erwachsenen oder anderen Kindern verborgen werden sollen. Umgekehrt wird es gelegentlich auch von Erwachsenen benutzt, um sensible Themen zu besprechen, ohne dass kleine Kinder mithören können.
Spielsprachen nach dem gleichen Prinzip, die im deutschen Sprachraum verwendet worden sind, umfassen die Kedelkloppersprook und Mattenenglisch sowie das Welschen.

## Regeln
Beginnt das Wort mit einem Konsonanten, so wird der initiale Konsonant oder Konsonantencluster ans Ende des Wortes verschoben und ein „ay“ angehängt. Zu betrachten ist hierbei nicht die Rechtschreibung, sondern die tatsächliche Aussprache: „Stumme“ Konsonantenbuchstaben, wie z. B. das „h“ in „honor“, sind keine Konsonanten.
- loser → oser-lay
- button → utton-bay
- star → ar-stay
- three → ee-thray
- question → estion-quay
- happy → appy-hay
- Pig Latin → Ig-pay Atin-lay

Beginnt das Wort mit einem Vokal oder einem stummen Konsonanten, so wird direkt ein „ay“ angehängt.
- eagle → eagle-ay
- America → America-ay
- honor → honor-ay

## Variationen
Die häufigste Variation des Pig Latin ist, bei einem Wort mit Vokal statt „ay“ ein Suffix wie „way“, „yay“ oder „hay“ zu verwenden. Dies erleichtert die Aussprache mancher Wörter (Sandhi); vergleiche z. B. „America-ay“ und „America-way“.
Daneben gibt es eine Vielzahl weiterer Varianten, z. B. dass nicht nur jedes Wort, sondern jede Silbe umgeformt wird („cellphone“ → „ell-cay one-phay“, statt „ellphone-cay“), oder dass nur Teile des initialen Konsonantenclusters nach hinten verschoben werden (z. B. „street“ → „treet-say“ oder „reet-stay“, statt „eet-stray“). Auch die Rechtschreibung ist nicht einheitlich. So gibt es unter anderem Varianten mit oder ohne Bindestrich („Ig-pay Atin-lay“, „Igpay Atinlay“) und verschiedene Groß- und Kleinschreibungsregeln („Michael“ → „Ichael-may“, „ichael-May“, „Ichael-May“).
Je nach Regelwerk kann es sein, dass die Umformungsfunktion nicht injektiv ist, d. h., dass manchmal mehrere englische Wörter auf dasselbe Wort im Pig Latin abgebildet werden. Verwendet man beispielsweise die „way“-Regel für Wörter mit Vokal, so entsteht sowohl aus „itch“, als auch aus „witch“ das Wort „itch-way“.
In der deutschen Übersetzung der Kinderbuchreihe über die Drachenjägerakademie von Kate McMullan gehört eine Rolle dem sprechenden Schwein „Daisy“, das aufgrund eines Zaubers sprechen kann, jedoch nur Schweinelatein.
In der dort verwendeten Variante des Schweinelatein ist das angehängte Suffix „-ibus“. Beispiel: „Allohibus, einmibus amenibus stibus aisydibus.“ (Hallo, mein Name ist Daisy.)

## Beispiel
Ein Beispiel in Pig Latin:
- Is-thay is-ay an-ay example-ay of-ay ig-pay Atin-lay. As-ay ou-yay an-cay ee-say, it-ay is-ay illy-say, ut-bay ort-say of-ay un-fay or-fay ildren-chay.

Ohne Bindestriche:
- Isthay isay anay exampleay ofay igpay Atinlay. Asay ouyay ancay eesay, itay isay illysay, utbay ortsay ofay unfay orfay ildrenchay.

Ins Englische zurück übersetzt:
- This is an example of Pig Latin. As you can see, it is silly, but sort of fun for children.

Zu Deutsch:
- Dies ist ein Beispiel von Pig Latin. Wie man sieht, ist es albern, aber irgendwie lustig für Kinder.